# 玛丽·路易斯·科勒略·普雷卡
玛丽·路易斯·卡勒罗·普雷卡（英語：Marie Louise Coleiro Preca，1958年12月7日—），KUOM( 即：马耳他共和国的国家勋章荣誉）出生日期1958年12月7日，马耳他政治家，2014年至2019年间任马耳他总统。她曾是马耳他工党成员，1998年起至2014年被选为马耳他议会议员，2013年3月11日至2014年3月29日在约瑟夫·穆斯卡特出任总理期间曾担任家庭和社会团结部部长担任家庭和社会团结部长。2014年3月1日她接受总统候选人提名，4月1日在议会间接选举中被选为新总统，4月4日正式就职。
卡勒罗·普雷卡曾是最年轻的马耳他总统，也是该国自阿嘎塔·芭芭拉之后的第二个女总统。

## 早期生活和职业生涯
卡勒罗·普雷卡出生于马耳他奥尔米（Qormi），曾就读于马耳他大学并获得法律与人文研究（国际研究）学士学位和公证人文凭。
在工党内部，卡勒罗.普雷卡曾担任行政职务。 她曾是全国执行委员会成员、助理秘书长和总秘书长，是唯一一位在马耳他政党中担任如此高级职务的女性。
除上述职务外，卡勒罗.普雷卡还是国家社会主义青年局（现为工党青年论坛）成员、1996年至2001 年间为工党妇女部主席、约瑟夫.伊鲁.默瑟尔基金会（the Ġużè Ellul Mercer Foundation ）的创始成员以及工党周报《Il-Ħelsien》（现已停刊）的发行人。
1998 年至 2014 年间她曾担任马耳他议会议员。在 2008 年大选中，她是首位当选的国会议员。作为反对党议员，卡勒罗·普雷卡从 1998 年开始担任“影子内阁”政策部长，并成为国会社会事务常设委员会成员。
2008年在艾弗里德·桑特辞去工党党魁后，卡勒罗·普雷卡在领导人选举中竞选失败。
2008年到2013年间她作为马耳他代表团成员担任了欧洲委员会议员。
在 2019 年 4 月结束马耳他总统任期后，她在新成立的卡勒罗·普雷卡荣誉总统办公室中继续担任马耳他社会福利基金会，马耳他伊曼纽尔（Emanuele）癌症研究基金会和马耳他信托基金会的主席。此外，在布鲁塞尔举行的欧洲儿童组织大会期间，卡勒罗·普雷卡被任命为欧洲儿童组织主席。
玛丽·路易斯·卡勒罗·普雷卡也是联合国工业发展组织（(UNIDO）的亲善大使，及该组织的第三个非洲工业发展十年（(IDDAIII）的倡导者和联合国世界旅游组织（UNWTO）的特使。
此外，玛丽·路易斯·卡勒罗·普雷卡还是女性政治领袖全球论坛咨询委员会的成员，并领导其 #Girl2Leader活动。她还是区块链慈善基金会（BCF）高级顾问委员会主席。

## 总统生涯
2014年3月1日，卡勒罗·普雷卡接受了总统候选人的提名，接替了乔治·阿贝拉，4月1日宣誓成为总统。 她是有史以来年龄最轻的总统，是在55岁时宣誓就职的，也是继阿戛塔·芭芭拉之后的第二位担任总统职务的女性。

## 总统社会福利基金会
总统社会福利基金会由卡勒罗·普雷卡于 2014 年 6 月 25 日创立。这项基金着重于社区建设的非政府组织。基金会通过咨询协商程序运作，并通过五个研究实体开展科学研究：
·  国家儿童研究所
·  国家家庭研究中心
·  国家自信心生活观测站
·  国家戒毒中心
·  国家民族植物学研究中心

## 马耳他信托基金
卡勒罗·普雷卡于2015年5月14日创建了马耳他信托基金。其目的是为了鼓励脆弱的年轻人，在生活中经历了困难，比如失业，面临贫困或社会排斥等，通过教育和培训来改善他们的生活。

## 总统的秘密花园
总统的秘密花园，是圣·安东宫殿里的一个花园，卡勒罗·普雷卡在2015年曾对民众开放。以此积极响应为儿童提供更多开放游戏空间的呼吁。

## 阿拉约卢什小组
2015 年，卡勒罗·普雷卡成为首位加入欧盟非执行主席阿拉约卢什小组的马耳他总统。各国主席每年都举行一次会议，讨论欧盟的现状和未来发展问题。2017 年由她主持了在马耳他主办的 该会议。

## 赋予权力
在 2017 年的 “女生日”，卡勒罗·普雷卡发起了一个名为 “赋予权力 ”的平台，“以鼓励更多的妇女参与到有影响力和领导力的职位中，同时在全国活跃的妇女团体之间建立更紧密的协同关系”。“赋予权力”是一把由17个马耳他妇女组织组成的保护伞。

## 伊曼纽尔（Emanuele）癌症研究基金会
伊曼纽尔（Emanuele）癌症研究基金会是马耳他信托基金，意大利和地中海第三支柱基金会（ the Fondazione Terzo Pilastro, Italia e Mediterraneo）和马耳他大学共同创建的。卡勒罗·普雷卡指出：“这一新的、最重要的风险投资将提供急需的癌症研究，开发和癌症相关的教育，将造福马耳他群岛和地中海地区的个人、家庭、社区和社会群体。”
这个基金由意大利和地中海第三支柱基金会提供资金支持，在马耳他大学的生物医学科学楼里进行研究。

## 荣誉
国家荣誉
马耳他：前骑士团团长十字功绩领章勋章

### 外国勋章奖章
阿尔及利亚： 2016年1 月20日荣获—大十字与功勋领章勋章  
保加利亚：2016年11月2日荣获—巴尔干山脉大十字勋章 
保加利亚：2018年2月5日荣获—西里尔和美多迪乌斯骑士成员领章勋章
德国：2015年4月29日荣获—德意志联邦共和国功绩勋章，联邦功绩十字特级勋章 
意大利：2017年9月7日荣获—意大利共和国功绩大十字领章勋章 
马耳他主权军事教团：2015年4月21日荣获—大十字骑士勋章与功勋领章 
葡萄牙： 2018年5月15日荣获—葡萄牙亨利王子大十字与领章勋章 
俄罗斯皇室：2017 年6月4日荣获—圣阿纳斯塔西娅一级勋章
突尼斯：2019年2月5日荣获—突尼斯共和国十字大勋章
乌克兰：2017年5月15日荣获—智者雅罗斯拉夫王子大十字领勋章 
英国：2015年11月26日的荣获—圣米迦勒及圣乔治大十字领章勋章

## 奖项
· 联合国妇女署和全球合作伙伴论坛变革推动者奖
· 2014年克朗-蒙塔纳基金会奖
· 澳大利亚南部弗林德斯大学学生福祉和预防暴力奖
· 2017年女政治领袖全球论坛女性政治领导人奖
· 乌克兰2017年国际年度人物—因政治和社会活动
· 伊斯兰教科文组织(ISESCO: Islamic World Educational, Scientific and Cultural Organization,) 金奖，以表彰卡勒罗.普雷卡总统为促进马耳他、地中海地区乃至全球和平做出不懈努力和杰出的贡献。
· 2018年国际维尔迪穆拉奖
· （罗马）玛古塔奖-授权部门

## 荣誉学位
· 2015 年获华威大学政治与国际研究名誉教授荣誉学位
· 2019 年获莱斯特大学荣誉法学博士学位